# Leonhard Paminger
Leonhard Paminger, także Päminger, Panninger (ur. 25 marca 1495 w Aschach an der Donau, zm. 3 maja 1567 w Pasawie) – austriacki kompozytor i teolog luterański.

## Życiorys
Od 1505 roku przebywał i kształcił się w Wiedniu, w latach 1513–1516 studiował na tamtejszym uniwersytecie. Jednocześnie uczył się kompozycji i śpiewał w chórze katedry św. Szczepana. W 1516 roku osiadł w Pasawie, gdzie uczył w szkole przy kościele św. Mikołaja, a od 1529 roku był jej rektorem. Utrzymywał kontakt z Marcinem Lutrem i Filipem Melanchtonem, po konwersji na luteranizm musiał w 1557 roku zrzec się funkcji rektora.
Pozostawił po sobie 700 kompozycji, zachowanych w licznych antologiach. Jego twórczość obejmuje łacińskie antyfony, responsoria, hymny, sekwencje i propria mszalne, a także hymny luterańskie w języku niemieckim. Nawiązywał do polifonicznej twórczości szkoły niderlandzkiej, jego kompozycje oparte są często na cantus firmus, w niektórych pojawiają się kanony. Pisał także traktaty polemiczne i sporządził niezachowane przekłady komedii Plauta oraz Terencjusza.